# 海因里希·埃伯巴赫

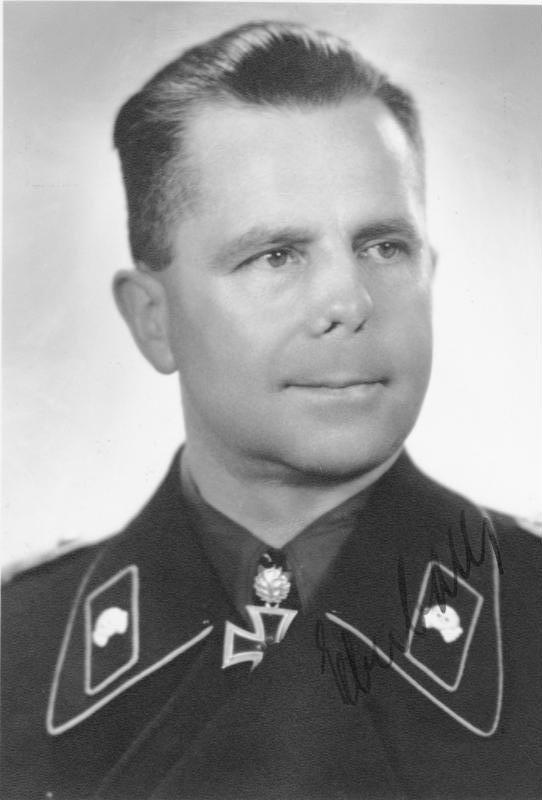
海因里希·埃伯巴赫

海因里希·埃伯巴赫（德語：Heinrich Eberbach，1895年11月24日—1992年7月13日）是二戰期間的德國裝甲部隊將領，在盟軍入侵諾曼第期間指揮第5裝甲軍團。他是納粹德國橡葉騎士鐵十字勳章的得主。

## 生平

### 第一次世界大戰
1914年7月1日，埃伯巴赫加入符騰堡陸軍第180步兵團第10團3連，擔任旗隊長。1915年5月15日，他被調到符騰堡第122燧發槍團第8連擔任排長，十天後晉升為中尉。1916年9月25日，他在索姆河戰役中臉部受重傷並失去鼻子，後來被法國人俘虜。他在瑞士一家醫院康復並於1917年9月4日回國。1918年1月11日，他的鼻子被修復。隨後，他被分配到第122步兵團的替補營。1918年9月23日，他的團向英國投降。由於他在戰爭期間的工作，埃伯巴赫被授予鐵十字勳章、騎士十字勳章、二級腓特烈劍勳章和黑色重傷徽章。

### 戰間期
1920年1月1日，埃伯巴赫加入警察隊伍。他被部署在內卡河畔埃斯林根和斯圖加特。1919年12月13日，他晉升為警察中尉，隨後晉升為警察上尉，並於1933年8月1日晉升為警察少校。他警察生涯的巔峰是擔任帝國國家警察局長。
1935年7月1日，埃伯巴赫以少校身分加入德國國防軍。1935年10月14日被任命為第12反戰車營長。1936年8月1日調至第3裝甲師第6裝甲團。1937年10月1日晉升為中校。1938年11月10日，埃伯巴赫被任命為第4裝甲師第35裝甲團團長，當時該師由格奧爾格·漢斯·萊因哈特中將指揮。

### 第二次世界大戰
1939年，埃伯巴赫率領第35裝甲團參加了第二次世界大戰初期對波蘭的入侵。在他的指揮下，該團參與了槍殺波蘭戰俘的行動，埃伯巴赫在給妻子的信中證明了這一點。1940年6月13日獲頒騎士鐵十字勳章。1941年6月22日起，他所在的團參加了對蘇戰爭，隸屬於中央集團軍。在東線，埃伯巴赫於1941年7月2日被任命為第4裝甲師第5裝甲旅旅長。
1941年8月7日，他寫信給妻子：「我們將在這裡待到15號，或許是20號。那還剩下多少時間呢？最多6週。這段時間還能做些什麼？聖彼得堡、莫斯科、敖德薩，最多再加上哈爾科夫。如果一切順利。然後戰爭就結束了嗎？不。布爾什維克會繼續戰鬥。冬天將會幫助他們。”
在斯摩稜斯克、基輔和圖拉戰役期間，馮·朗格曼將軍仍擔任其師長，此後自1941年12月起隸屬於馮·紹肯，並於1941年12月31日榮獲橡葉騎士鐵十字勳章。他已於1941年12月8日獲得陸軍榮譽勳章。
1942年3月1日，埃伯巴赫晉升為少將，1943年1月1日晉升為中將。1942年春，他負責指揮整個第4裝甲師。1942年11月26日，他被任命為第48裝甲軍軍長，但五天後受傷。1943年2月10日，任預備軍裝甲部隊司令。1943年2月18日，他成為裝甲預備軍的督察。最終1943年8月1日，他晉升為裝甲兵上將。
1944年6月，埃伯巴赫被調往法國的B集團軍。他指揮的部隊在諾曼地登陸中與在朱諾和寶劍海灘登陸的英軍作戰。7月，他接替利奧·蓋爾·馮·施韋彭堡擔任西部裝甲群總司令，該群後來更名為第5裝甲軍團。8月，他指揮了隸屬於第7軍團的特設埃伯巴赫裝甲集群。埃伯巴赫最後一次被任命領導第7軍團是在1944年8月22日。

### 被俘
1944年8月31日，在塞納河附近的亞眠附近執行偵察任務時，埃伯巴赫被英軍俘虜。此後一直被英國關押在特倫特公園直到1948年1月6日。